# Cissie Caudeiron
Mabel Alice "Cissie" Caudeiron (20 tháng 12 năm 1909 - 1968)  là một nhà nghiên cứu văn hóa dân gian từ Roseau, Dominica. Caudeiron trở nên nổi tiếng với tư cách là một người theo chủ nghĩa dân tộc Creole, và được ghi nhận là người dẫn đầu hoặc truyền cảm hứng cho sự hồi sinh cội nguồn trong âm nhạc Dominica. Cô thành lập Đội quân nghệ thuật Kairi, và giúp tổ chức lễ kỷ niệm Quốc khánh đầu tiên năm 1965.